# 다카하시 료 (1993년)
다카하시 료(일본어: 高橋 諒, 1993년 7월 16일 ~ )는 일본의 축구 선수이다.

## 구단 경력
그는 2016년부터 2024년까지 J리그의 나고야 그램퍼스, 쇼난 벨마레, 마쓰모토 야마가 FC, 파지아노 오카야마에서 활동하였다.